# István Takács
István Takács (2000) è un lottatore ungherese, specializzato nella lotta greco-romana.

## Biografia
Alla Coppa del mondo individuale di Belgrado, competizione che ha preso il posto dei mondiali, annullati a causa dell'insorgere emergenza sanitaria, conseguenza della pandemia di COVID-19, è stato elimanto ai quarti di finale dal serbo Zurabi Datunashvili, dopo aver superato l'armeno Artur Shahinyan agli ottavi.
Ai mondiali di mondiali di Oslo 2021 è stato estromesso dal tabellone principale degli 87 kg in semifinale dal bielorusso Kiryl Maskevič; nei turni precedenti aveva sconfitto il kazako Nursultan Tursynov agli ottavi e lo svedese Zakarias Berg ai quarti. Nella finale per il bronzo ha perso per schienamento contro il polacco Arkadiusz Kułynycz.
Agli europei di Zagabria 2023 ha vinto il toreno degli 87 kg battendo il serbo Žarko Dickov ai sedicesimi, il rumeno Nicu Ojog agli ottavi, il bulgaro Semen Novikov ai quarti, lo svizzero Damian von Euw in seimifinale e il turco Ali Cengiz in finale.

## Palmarès
| Anno | Manifestazione | Sede       | Evento | Risultato | Note |
| ---- | -------------- | ---------- | ------ | --------- | ---- |
| 2021 | Europei U23    | Skopje     | 87 kg  | Bronzo    |      |
| 2021 | Mondiali       | Oslo       | 87 kg  | 5º        |      |
| 2022 | Europei U23    | Plovdiv    | 87 kg  | Oro       |      |
| 2022 | Mondiali U23   | Pontevedra | 87 kg  | Oro       |      |
| 2023 | Europei        | Zagabria   | 87 kg  | Oro       |      |
| 2023 | Mondiali U23   | Tirana     | 87 kg  | Bronzo    |      |

## Altre competizioni internazionali
2020
- 7º negli 87 kg nella Coppa del mondo individuale ( Belgrado)